# Bundestagswahlkreis Berlin-Pankow – Hohenschönhausen – Weißensee II
Der Bundestagswahlkreis Berlin-Pankow – Hohenschönhausen – Weißensee II war ein Bundestagswahlkreis in Berlin, der in dieser Form nur für eine Wahlperiode von 1990 bis 1994 existierte. Er umfasste die damaligen Bezirke Pankow, Hohenschönhausen sowie vom Bezirk Weißensee die Ortsteile Blankenburg, Heinersdorf und Karow und den Nordteil des Ortsteiles Weißensee. Zur Bundestagswahl 1994 ging sein Gebiet im  Bundestagswahlkreis Berlin-Hohenschönhausen – Pankow – Weißensee auf.

## Bundestagswahl 1990
| Kandidaten                     | Kandidaten                | Parteien/Listen   | Erststimmen | Erststimmen | Zweitstimmen | Zweitstimmen |
| Kandidaten                     | Kandidaten                | Parteien/Listen   | Stimmen     | %           | Stimmen      | %            |
| ------------------------------ | ------------------------- | ----------------- | ----------- | ----------- | ------------ | ------------ |
|                                | −                         | CDU               | 32.510      | 23,5        | 35.886       | 25,5         |
|                                | Konrad Elmergewählt im WK | SPD               | 50.416      | 36,4        | 43.760       | 31,1         |
|                                | −                         | FDP               | 12.890      | 9,3         | 11.362       | 8,1          |
|                                | −                         | Die Grünen        | –           | –           | 1.923        | 1,4          |
|                                | −                         | PDS               | 36.405      | 26,3        | 33.668       | 23,9         |
|                                | −                         | DSU               | 666         | 0,5         | 308          | 0,2          |
|                                | −                         | Bündnis 90        | –           | –           | 9.754        | 6,9          |
|                                | −                         | DDD               | –           | –           | 66           | 0,0          |
|                                | −                         | BSA               | –           | –           | 10           | 0,0          |
|                                | −                         | Graue             | 2.846       | 2,1         | 1.376        | 1,0          |
|                                | −                         | REP               | 2.419       | 1,7         | 2.097        | 1,5          |
|                                | −                         | KPD               | –           | –           | 47           | 0,0          |
|                                | −                         | NPD               | 171         | 0,1         | 140          | 0,1          |
|                                | −                         | ÖDP               | –           | –           | 149          | 0,1          |
|                                | −                         | Patrioten         | –           | –           | 3            | 0,0          |
|                                | −                         | SpAD              | –           | –           | 18           | 0,0          |
|                                | −                         | VAA               | –           | –           | 53           | 0,0          |
| Gesamt                         | Gesamt                    | Gesamt            | 138.323     | 100         | 140.620      | 100          |
|                                |                           |                   |             |             |              |              |
| Ungültige Stimmen              | Ungültige Stimmen         | Ungültige Stimmen | 4.186       | 2,9         | 1.889        | 1,3          |
| Wähler                         | Wähler                    | Wähler            | 142.509     | 76,8        | 142.509      | 76,8         |
| Wahlberechtigte                | Wahlberechtigte           | Wahlberechtigte   | 185.555     |             | 185.555      |              |
|                                |                           |                   |             |             |              |              |
| Quellen: Der Bundeswahlleiter, |                           |                   |             |             |              |              |

## Wahlkreisgeschichte
| Wahl | Wahlkreisname                                       | Gebiet | Wahlkreissieger | Partei | Erststimmen |
| ---- | --------------------------------------------------- | --- | --------------- | ------ | ----------- |
| 1990 | 258 Berlin-Pankow – Hohenschönhausen – Weißensee II | Bezirke Pankow und Hohenschönhausen, vom Bezirk Weißensee die Ortsteile Blankenburg, Heinersdorf und Karow sowie der Nordteil des Ortesteils Weißensee | Konrad Elmer    | SPD    | 36,4 %      |